# Samsieczno
Samsieczno – wieś w Polsce położona w województwie kujawsko-pomorskim, w powiecie bydgoskim, w gminie Sicienko. 

## Podział administracyjny
W latach 1975–1998 miejscowość administracyjnie należała do województwa bydgoskiego.

## Demografia
Według Narodowego Spisu Powszechnego (III 2011 r.) miejscowość liczyła 484 mieszkańców. Jest dziewiątą co do wielkości miejscowością gminy Sicienko.

## Oświata i rekreacja
Znajduje się tu szkoła podstawowa z salą gimnastyczną. Siłownię zlikwidowano po połączeniu się szkół. 

## Obiekty sakralne
W Samsiecznie znajduje się kościół parafialny pod wezwaniem Najświętszego Serca Pana Jezusa (parafia Samsieczno prowadzona przez pallotynów). Budynek zaprojektował w 1929 architekt Stefan Cybichowski.

## Historia
Pierwsze wzmianki o miejscowości pojawiły się w 1288 roku. Wieś nosiła wtedy nazwę Zansechno. Nazwa Samsieczno pojawia się dopiero w 1618 roku. Początkowo wieś należała do klasztoru byszewskiego, z czasem przeszła w ręce prywatne. W połowie XVIII wieku Samsieczno miało 2 właścicieli: Józefa Zbijewskiego i Michała Potulickiego.